# ア・プチ

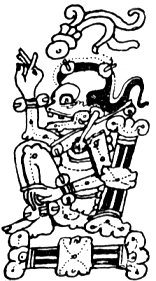
ア・プチ

ア・プチ (Ah Puch) とは、マヤ神話の神。地下砦の九冥神・ボロンティク(Bolontiku)を総轄している者といわれている。この塔のミトナル(Mitnal)、最深層の支配者。その姿は死のイメージをもって描かれる。鈴を身につけた骸骨の姿をとっていたり、黒い紋の散らばる腐った皮膚をもった姿であったりする。現地では不吉とされるフクロウなどの生き物を従えている。アフ・プチとも呼ばれる。
イツァムナーに敵対する。ユン･シミル、フン・アハウ、フン・ハウなどとも呼ばれる。